# The Crimson Idol
The Crimson Idol es el quinto álbum de estudio de la banda estadounidense de heavy metal W.A.S.P., lanzado por Capitol en 1992.

## Detalles
"The Crimson Idol" es un álbum conceptual, en un formato similar a las ópera rock de los años 70s, que cuenta la historia del ascenso y caída de una estrella de rock ficticia llamada Jonathan Steel. 
Dicho concepto sería utilizado nuevamente en un álbum de W.A.S.P. llamado The Neon God, pero contando la historia de otro joven de dura infancia, Jesse Slane.
El disco tardó cerca de tres años en completarse, y originalmente fue pensado como un álbum solista de Blackie Lawless, pero por presiones de la discográfica y los fanes, finalmente fue concebido como una producción de W.A.S.P.

## Historia de Jonathan Steel
Juventud
Jonathan Aaron Steel era hijo de William Y Elizabeth Steel, y criado en una familia de clase media con un hermano, Michael, a quien quería profundamente. Desde el comienzo empezó a darse cuenta de que había una gran conexión entre su padre y su hermano, por lo que se sentía inferior a él y una especie de "oveja negra", que se refugiaba muchas veces en el espejo, el cual se convertía en su altar de refugio, en su alter ego.
El día de su cumpleaños número catorce su vida cambió para siempre. Su hermano y mejor amigo Michael murió atropellado por un conductor ebrio, en una colisión frontal. Murió instantáneamente. Jonathan ni siquiera tuvo el valor suficiente para ir a su funeral. Luego de su muerte, vagó por las calles, donde descubrió el alcohol, las drogas, las chicas, y una vida peligrosa. Justamente en las calles, en una tienda de música, encontró una guitarra roja que se convertiría en el instrumento de su gloria y posterior caída. 
Ascenso a la fama
Luego de viajar a la gran ciudad, conoció a Charlie, un gran productor musical que lo llevó a la fama junto al aspirante a mánager Alex Rodman. Poco antes del lanzamiento de su primer álbum, estaba sentado en la puerta de su casa y se encontró a una gitana, la cual le reveló un mazo de cartas de tarot, hablándole minuciosamente de su juventud y de la lucha por el éxito que estaba viviendo. Sin embargo, luego de diez minutos se detuvo abruptamente, ya que podía darse cuenta de que el futuro de Jonathan no sería tan maravilloso.
Caída
El éxito sobrevino con una facilidad increíble para Jonathan. Gracias a ello, los excesos propios de una estrella de rock se hicieron presentes. Fue en una fiesta junto a su amigo, el Doctor Rockter, que decidió hacer una llamada a su madre, queriendo lograr la aceptación que tanto había deseado desde pequeño. Sin embargo, esta nunca llegó, al responderle su madre: "Nosotros no tenemos ningún hijo".

## Lista de canciones
1. "The Titanic Overture" – 3:23
2. "The Invisible Boy" – 4:04
3. "Arena of Pleasure" – 4:06
4. "Chainsaw Charlie (Murders in the New Morgue)" – 7:36
5. "The Gypsy Meets the Boy" – 4:08
6. "Doctor Rockter" – 3:43
7. "I Am One" – 4:27
8. "The Idol" – 5:20
9. "Hold On to My Heart" – 4:14
10. "The Great Misconceptions of Me" – 9:29

## Miembros
- Blackie Lawless: Voz, guitarra, bajo, teclados, autor, productor
- Bob Kulick: Guitarra
- Frankie Banali: Batería
- Stet Howland: Batería

## Sencillos
- "Chainsaw Charlie (Murders in the New Morgue)"
- "The Idol"
- "I Am One"
- "Hold On to my Heart"